# Vincent Palermo
Vincent "Vinny Ocean" Palermo (nacido en 1944) es un exjefe de la Familia criminal DeCavalcante que posteriormente atestiguaría para el gobierno. Se dice que el personaje de Tony Soprano está en parte basado en Palermo.

## Asesinato de Fred Weiss
En 1989, Palermo asesinó a Fred Weiss, residente de Staten Island, Nueva York, junto a  Anthony Capo y James "Jimmy" Gallo bajo las órdenes del jefe de los DeCavalcante, Giovanni Riggi mediante Anthony Rotondo. Experiodista del periódico "Staten Island Advance", Weiss estaba asociado con dos de las organizaciones criminales: los Decavalcante (de New Jersey) y los Gambino. Weiss junto a dos compañeros habían adquirido una  propiedad vacante en Staten Island y comenzado a utilizarla de vertedero para peligrosos desperdicios médicos. Cuando las autoridades locales descubrieron ese hecho y comenzaron a investigar a Weiss, las dos familias mafiosas se vieron en riesgo. Al jefe de los Gambino, John Gotti, le preocupaba que Weiss se convirtiera en testigo para el gobierno; Gotti solicitó a los DeCavalcante que lo asesinaran para protegerse. El 11 de septiembre de 1989, Palermo, Capo y Gallo se dirigieron hacia la propiedad de la novia de Weiss. Cuando Weiss salió del edificio y entró a su automóvil, Palermo y Capo le dispararon.